# Walter-Scheel-Platz
Der Walter-Scheel-Platz, bis Sommer 2018 Rathausplatz genannt, ist ein zentraler Platz in der Nordstadt der bergischen Großstadt Solingen. Er wurde nach dem ehemaligen Bundespräsidenten Walter Scheel benannt.

## Lage und Beschreibung
Der rund 1500 m² große Platz befindet sich zwischen dem Rathaus am Walter-Scheel-Platz 1, der Merianstraße, der Konrad-Adenauer-Straße (Bundesstraße 224) und dem Gebäude Walter-Scheel-Platz 3. Der Höhenunterschied zur Merianstraße wird durch Freitreppe ausgeglichen. Auf dem Platz befinden sich mehrere Bäume und Sitzgelegenheiten, außerdem wird die Fläche von Außengastronomie genutzt. Die Stadt-Sparkasse Solingen unterhält am Walter-Scheel-Platz ein SB-Center.
Am Walter-Scheel-Platz befindet sich die viel frequentierte Bushaltestelle Rathaus (bis 2008 Schlagbaum, von 2008 bis 2018 Rathausplatz genannt), die von fast allen Bus- und Oberleitungsbuslinien der Stadtwerke Solingen bedient wird, die aus der Innenstadt nach Norden in Richtung Schlagbaum führen.

## Geschichte

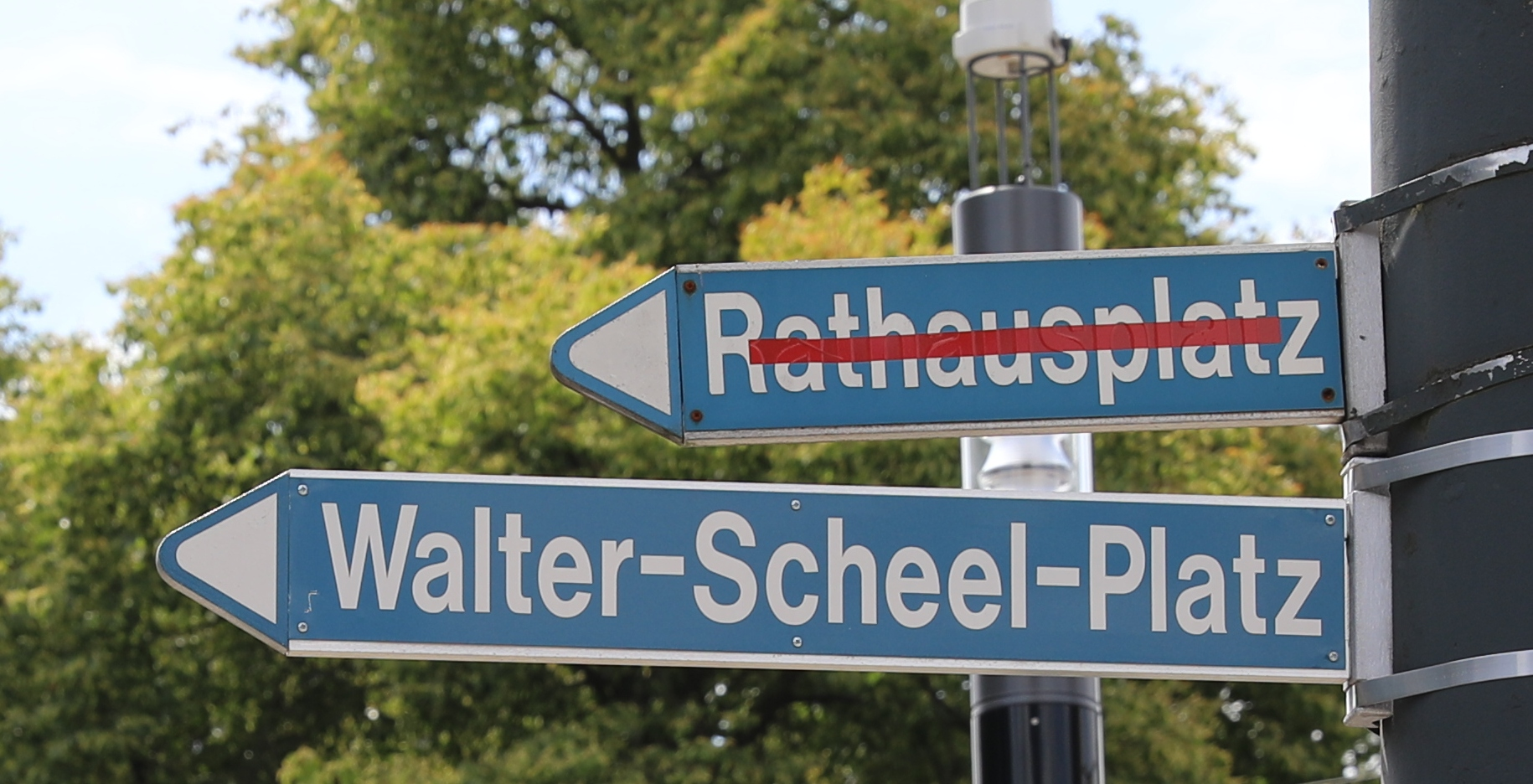
Doppelte Straßenschilder nach der Umbenennung des Platzes

Der gepflasterte Platz entstand 2008 durch den Neubau des Solinger Rathauses und erhielt den zunächst  Namen Rathausplatz. Zuvor wurde die Fläche hinter dem alten Rathaus an der Cronenberger Straße (WKC-Gebäude) lediglich als großer Parkplatz genutzt. Der Platz verband seither die beiden neuen Gebäudeteile Rathausplatz 1 (Rathaus) und Rathausplatz 3 (Nebengebäude) und bot dem Rathaus ein attraktives Entrée. Durch Feste wie das Nordstadtfest oder auch Demonstrationen und Kundgebungen wird der Platz seither regelmäßig belebt.
Im Jahr 2011 wurde auf Initiative des Solinger Kunstvereins die Keilkulptur aus Anröchter Dolomitgestein von Ulrich Rückriem auf dem Platz aufgestellt.
Nach dem Tod des ehemaligen Bundespräsidenten und gebürtigen Höhscheiders Walter Scheel 2016 wurde in Solingen die Benennung einer Straße oder eines Platzes nach ihm diskutiert. Die Solinger Politik entschied sich mehrheitlich dafür, den Rathausplatz in Solingen-Mitte zu Ehren Scheels umzubenennen. Die Umbenennung wurde am schließlich zum 1. Juli 2018 vollzogen und der umbenannte Platz am 8. Juli im Beisein von Oberbürgermeister Tim Kurzbach eingeweiht. Zeitgleich wurde auch ein Portraitbild von Walter Scheel an der Rathausfassade angebracht.
Seit 2017 wird zur Adventszeit auf dem Walter-Scheel-Platz ein überdimensionaler Adventskranz aus Stahl aufgestellt, den die Jugendhilfewerkstatt Solingen aus Stahlresten hergestellt hat (Upcycling).